# 小茅楓
小茅 楓（こがや かえで、2001年10月12日 - ）は、日本の女性声優、アイドル。東京都出身。クロコダイル所属。BABYWOLF（ベイビーウルフ）の元メンバー。

## 略歴
ボイスラボトーキョー（旧ヤオヨロズボイスラボ）出身。
2019年4月、声優事務所クロコダイルに預かりとして所属。2021年10月1日付けで準所属に昇格。2023年4月1日付けで正所属に昇格。
2022年6月26日、私立人狼アイドル学園 52限目のイベント内にてBABYWOLFの4期生として加入することを発表。
2023年3月3日、ベイビーウルフ公式Xにて卒業を発表し、3月31日の私立人狼アイドル学園 73限目のイベントをもってベイビーウルフを卒業した。

## 人物
特技はストリートダンス。
幼少の頃からダンスをしていた。
中学生になって部活を始めるにあたりダンスから1度離れたが、部活を引退後にストリートダンスを始めた。
ダンスバトルやショーケースなどのイベントに参加出場をしたことがある。
声優を目指したきっかけは「A-POPダンス」を始めたこと。
元々アニメが好きで声優になりたいという思いはあったが、A-POPダンスを通して本格的に歌って踊れる声優アーティストになることを決意した。
好きな食べ物はラーメンと甘いもの。
特にラーメンをよく食べている。
XやInstagramにおいて「ラーメン大好き小茅さん」というハッシュタグを作成し、ラーメンの写真を投稿している。
元々は一人でよく食べ歩きをしていたが、事務所の先輩後輩や作品での共演者と一緒に食べに行くことも増えている。
憧れの人として丹下桜を挙げている。
2023年にTokyo7thシスターズの一ノ瀬ミオリ役として起用された。
中学生の頃から支配人（Tokyo7thシスターズにおけるファンの総称。以下、支配人という。）をしていた作品を携わることとなった。
中でも玉坂マコトが好きで玉坂マコトの支配人をしている。
弟がいる。

## 出演
太字はメインキャラクター。

### アニメ
2019年
- ACTORS -Songs Connection-（学生）

2020年
- 世界は意外と小さくできている（翠）

2022年
- 理系が恋に落ちたので証明してみた。r=1-sinθ（友人）
- 邪神ちゃんドロップキックX（モブG）

2023年
- ホリミヤ -piece-（係の人）
- 君のことが大大大大大好きな100人の彼女（子供たち）

### ゲーム
2021年
- 22/7 音楽の時間（岬心彩）

2022年
- BLACK STELLA Iи:FernØ（香西美乃梨）
- 英雄伝説 黎の軌跡II -CRIMSON SiN-（"とあるキャラ"の別人格、女子生徒）

2023年
- Tokyo 7th シスターズ（一ノ瀬ミオリ）

2024年
- 英雄伝説 界の軌跡 -Farewell, O Zemuria-（少年）

### 吹き替え

#### ドラマ
- ステップ〜最高の一歩〜[24]
- 智異山＜チリサン＞～君へのシグナル～（子供、他[25]）

#### 映画
- 孫悟空伝-MONKEY KING-（泣く女の子[26]）
- イーダと動物たちの魔法学園（フィンジャ[27]）
- シンデレラ 砂漠の女王と命の石（クリスタル[28]）

#### アニメ
- バブル バス ベイ（リトルレッド）

### 舞台
- ベイビーウルフ×連続短編二人芝居「実弾生活デュエル2」

### 朗読劇
- 声優バラエティステージ「コエスキ」Vol.1「朗読会／女学生Sの恋文」（2021年10月10日、BECK アキバ）
- Shuwacta 朗読劇 シルエクト vol.1 - 四方形の花束/わすれもの（2021年11月6日 - 7日、JOYJOY シアター）
- メイホリックシアター08 朗読劇『呪い喰らいの魔女』（2022年5月4日 - 8日、アトリエファンファーレ高円寺） - カーラ 役
- SHOWMAN'Sボイスシアター2022 第1弾 イエローサブマリン〜スラムの国のアリス〜（2022年7月23日 - 24日、六本木 CLUB EDGE） キング 役
- 朗読劇 Reading Drama 『Crocodile NEST』 （2022年10月10日、六本木バードランド） - 星の王子様 役、キツネ 役
- VOICE in BOX
  - Vol.4～声優さん、出番です～（2023年6月24日、MsmileBOX渋谷）
  - Vol.5～声優さん、出番です～（2023年8月13日、MsmileBOX渋谷）
  - Vol.8～声優さん、出番です～（2024年3月10日、MsmileBOX渋谷）[29]
  - Vol.9～声優さん、出番です～（2024年5月5日、MsmileBOX渋谷）[30]
  - Vol.11～声優さん、出番です～（2024年10月13日、MsmileBOX渋谷）[31]
  - Vol.12～声優さん、出番です～（2024年12月15日、MsmileBOX渋谷）[32]
  - Vol.13～Happy New Year 2025～（2025年1月5日、MsmileBOX渋谷）[33]
- キミに贈る朗読会
  - ハロウィン特別編（2023年10月29日、MsmileBOX渋谷）
  - ゴカンッ！（2024年7月6日 - 7日、MsmileBOX渋谷[34]）
  - 藍色ノスタルジー Vol.6（2024年9月19日-20日、MsmileBOX渋谷）[35]
- ボイスワークス東京 第21回 朗読劇『君と予知夢が終わるまで』（2024年7月31日-8月4日、アトリエファンファーレ東新宿）[36]
- フェアリーテイルシアター リーディングライブ #02『ヘンゼルとグレーテルとマリーアントワネット』（2025年2月22日 - 24日、ブルースクエア四谷[37]）
- リーディング＆ダンス公演 『ダーティー・クラウズ』（2025年6月21日-22日、新宿シアターモリエール）- 鷲見麗子 役[38]

### デジタルコミック
- ざーこざこざこざこ先生（渡良瀬桃樺[39]）
- お疲れお兄さんは手芸沼につかりたい[40]
- 異世界征服記 ～不遇種族たちの最強国家～（パナ[41]）
- 貸した魔力は【リボ払い】で強制徴収〜用済みとパーティー追放された俺は、可愛いサポート妖精と一緒に取り立てた魔力を運用して最強を目指す。〜（エル[42]）
- 猜疑王の契約王妃（一般客[43]）

### ラジオ
※はインターネット配信。
- セクシー齋藤のトークファイター（ 2020年4月 - 2020年12月、市川うららFM）
- 片平愛理のアイノコトワリ（2021年2月 - 2021年5月、市川うららFM） アシスタント
- トークファイター ブレイク（市川うららFM）
- ナナシスラジオ ch2053（2022年4月 - 、ラジオ大阪、ミクチャ※、Youtube※） 回替わりパーソナリティ[注釈 1][44]

### 映像商品
- Tokyo 7th シスターズ 2053 1st Live Startrail（2023年11月28日）

### ナレーション
- Ｓランク冒険者である俺の娘たちは重度のファザコンでした（2022年）[45]

### その他コンテンツ
- 十五少女（戌井ラブリ[46]）
- ライブレボルト（瀬戸アクア[47]）
- ツボミシンフォニー Cronne*（クローネ）[48]

## ディスコグラフィ

### キャラクターソング
| 発売日        | 商品名                      | 歌    | 楽曲                            | 備考                                 |
| ------------- | --------------------------- | ----- | ------------------------------- | ------------------------------------ |
| 2023年2月8日  | ゴチャメチャ×ワンダーランド | RiPoP | 「ゴチャメチャ×ワンダーランド」 | ゲーム『Tokyo 7th シスターズ』関連曲 |
| 2023年2月14日 | ライフ・イズ・サーカス      | RiPoP | 「ライフ・イズ・サーカス」      | ゲーム『Tokyo 7th シスターズ』関連曲 |
| 2023年11月1日 | Brightestar                 | RiPoP | 「わがままSwing Cutest!」       | ゲーム『Tokyo 7th シスターズ』関連曲 |
| 2023年11月1日 | Brightestar                 | RiPoP | 「キュート・アラモード」        | ゲーム『Tokyo 7th シスターズ』関連曲 |

## ライブ・イベント

### 合同ライブ
| 出演日               | タイトル                                                     | 会場                                        |
| -------------------- | ------------------------------------------------------------ | ------------------------------------------- |
| 2023年3月4日         | Tokyo 7th シスターズ 2053 1st Live Startrail                 | 府中の森芸術劇場 どりーむホール（東京都）   |
| 2023年12月16日・17日 | Tokyo 7th シスターズ 2053 2nd Live Brightestar               | 江戸川区総合文化センター 大ホール（東京都） |
| 2025年1月19日        | LiveRevolt Re:venge 0th LIVE 「RE:BORN」                     | 代官山UNiT（東京都）                        |
| 2025年4月26日        | 上月せれな デビュー11周年公演「the END of the first DECADE」 | 神田明神ホール                              |